# Menzel Temime
Pour les articles homonymes, voir Temime.
Menzel Temime (arabe : منزل تميم) est une ville du nord-est de la Tunisie située au sud-est de la péninsule du cap Bon.
La municipalité de Menzel Temime est créée par un décret du 19 février 1921, le périmètre municipal s'étendant sur une superficie de 25 000 hectares. Rattachée administrativement au gouvernorat de Nabeul, elle constitue une municipalité comptant 39 138 habitants en 2014.
Elle possède une activité économique importante notamment dans l'industrie agroalimentaire (conserveries et boissons gazeuses) et l'industrie textile (confection, chaussures et bonneterie). C'est un centre de production d'arachides, de tomates et surtout de poivrons que l'on voit sécher, en août et septembre, au soleil ou fumé au bois d'olivier. Également connue pour ses plages, elle accueille par ailleurs le plus grand marché hebdomadaire du pays.
Son cimetière occupe de petites collines couronnées d'une série de marabouts dont l'un, celui de Sidi Salem, comporte cinq coupoles.
C'est la ville natale de Mahmoud Tounsi, Youssef Temimi et Wissem Hmam.